# Agent Elvis
Agent Elvis è una serie animata statunitense del 2023, creata da Priscilla Presley e John Eddie.
La serie segue le gesta di una versione romanzata del cantante Elvis Presley, che lavora come agente segreto per il governo degli Stati Uniti.
La prima stagione è stata pubblica su Netflix il 17 marzo 2023.

## Episodi
| nº | Titolo originale       | Titolo italiano                | Pubblicazione |
| -- | ---------------------- | ------------------------------ | ------------- |
| 1  | Full Tilt              | Il ritorno                     | 17 marzo 2023 |
| 2  | F*ck You, Vegas        | Fan**lo Las Vegas              | 17 marzo 2023 |
| 3  | Cocaine Tuesdays       | I martedì della cocaina        | 17 marzo 2023 |
| 4  | Total Mind F*ck        | Fuori di testa                 | 17 marzo 2023 |
| 5  | Maximum Density        | Massima densità                | 17 marzo 2023 |
| 6  | Pookie-Bear            | Soprannome                     | 17 marzo 2023 |
| 7  | Maghrebi Mint          | Menta del Maghreb              | 17 marzo 2023 |
| 8  | Head Soup              | Trip ipnotico                  | 17 marzo 2023 |
| 9  | Swollen Desire         | Desiderio incontenibile        | 17 marzo 2023 |
| 10 | Godspeed, Drunk Monkey | Buona fortuna, scimmia ubriaca | 17 marzo 2023 |

## Personaggi e doppiatori
- Elvis Presley, voce originale di Matthew McConaughey
- CeCe Ryder, voce originale di Kaitlin Olson
- Bobby Ray, voce originale di Johnny Knoxville
- Bertie, voce originale di Niecy Nash
- Scatter, voce originale di Tom Kenny
- Il comandante (in originale: The Commander), voce originale di Don Cheadle
- Priscilla Presley doppia se stessa